# Lluís Gaudín

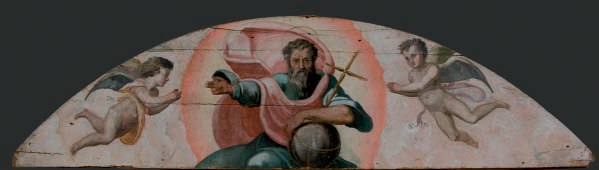
Padre Eterno, óleo sobre tabla, 331 x 88,5 cm, Mataró, Museu de Mataró.

Lluís Gaudín (fl. 1612 – 1641) fue un monje benedictino y pintor tardomanierista activo en Barcelona.

## Biografía
Nacido en Bellver, en el ducado de Saboya, se le documenta en Barcelona en 1612 asociado profesionalmente con el pintor italiano Baptista Palma. Entre 1616 y 1617 firmó en Barcelona un recibo por la pintura del retablo de san Pedro Mártir en el convento de Santa Catalina y contrató la pintura de ocho tablas para el retablo mayor del convento carmelita de San José. Tomó el hábito benedictino en marzo de 1626 en el monasterio de Montserrat y profesó un año más tarde, dejando por heredero de sus bienes a su hermano, el también pintor Antonio Gaudín. Falleció después de 1641 en Madrid, a donde llegó con los monjes castellanos expulsados de Montserrat a raíz de la guerra de los Segadores.
La única obra documentada que se ha conservado parcialmente son las pinturas del retablo mayor de la iglesia parroquial de San Martín de Teyá, que frecuentemente han sido atribuidas por error a Luis Pascual Gaudí. Contratado en 1617, debió de trabajar en él hasta 1625, poco antes de tomar el hábito. Destruido en 1936, al estallar la Guerra Civil Española, se han conservado únicamente -muy restauradas- cuatro tablas, dispuestas actualmente en el ábside de su emplazamiento original, y en el Museo de Mataró, el Dios Padre del remate. En opinión de Alfonso E. Pérez Sánchez, se trata de un conjunto de pinturas con fuerte sabor arcaico, a pesar del temprano interés por los claroscuros.